# Falaștoaca, Giurgiu
Falaștoaca este un sat în comuna Comana din județul Giurgiu, Muntenia, România.
Aparține din punct de vedere administrativ de Comuna Comana, fiind unul din cele 5 sate componente ale comunei. Numele localității provine de la cuvântul turcesc falaștoaca care înseamnă mlaștină. De fapt numele vine din expresia "fala stiucii" deoarece zona era si este renumita datorita densitatii mari de stiuca.

## Așezare
Situată la confluența Râurilor Neajlov și Argeș, localitatea Falaștoaca este asemeni unei insule situată aproximativ în mijlocul celor două cursuri de apă. Funcția de bază este agricolă, locuitorii se ocupă cu cultura cerealelor, plantelor tehnice și creșterea animalelor. După modul de distribuire al gospodăriilor este un sat de tip adunat.

## Potențialul turistic
Se concentrează pe resurse naturale:
- Datorită faptului că satul se află situat în Parcul Natural Comana, el beneficiază de multe avantaje din punctul de vedere al florei și faunei.
- Microdelta Neajlovului (Balta Comana);
- Suprafața RAMSAR, inclusă în Biotipurile CORINNE;
- Rezervația de Pădure cu Ruscus aculeatus, inclusă în Parcul natural Comana;
- Rezervația de Pădure cu Paeonia peregrine, inclusă în Parcul natural Comana.
- Rezervatie de bujori sălbatici (ocrotiți).

Biodiversitate de o importanță deosebită, cu habitate și specii rare (4 specii de pești, 7 de amfibieni și reptile, 8 de păsări și 4 de plante) precum și 108 specii de plante și animale, nominalizate în Lista Roșie a României.
- Mănăstirea Comana, monument istoric și de arhitectură religioasă, ctitoria domnitorului Vlad Țepeș;
- Mănăstirea Delta Neajlovului (în constructie);
- Casa Memorială Gellu Naum;
- Biserica si cimitirul parohial cu hramul Sfântul Mare Mucenic Gheorghe - Purtătorul de biruință; preot paroh Eusebiu Velica. Biserica aparține de Episcopia Giurgiului, Mitropolia Munteniei și Dobrogei.

## Obiceiuri populare
iarna – puntea, colinde de copii, plugușorul, sorcova etc. iar în restul anului: Lăsatul de sec; Drăgaica; Paparuda etc.

## Educație
Școala Primară cu clasele I - VIII -
Grădiniță

## Căi de comunicație / SNCFR
- Stația de cale Ferată Grădiștea-Falaștoaca - nefuncțională în prezent
- Stația de Cale Ferată Vidra (9.4Km)
- Stația de Cale Ferată Mihai Bravu (14.2Km)

## Distanțe față de celelalte localități învecinate
- Colibași (1.2Km)
- Grădiștea (3.1Km)
- Gostinari (3.8Km)
- Câmpurelu (4.4Km)
- Comana (5.1Km)
- Budeni (6.7Km)
- Obedeni (6.7Km)
- Mironești (6.9Km)
- Dobreni (7.6Km)
- Ciocoveni (7.9Km)
- Vărăști (8Km)
- Vidra (8.1Km)
- Mogoșești (8.5Km)
- Ghimpați (9.7Km)
- Teiușu (9.8Km)
- Vlad Țepeș (9.9Km)
- Varlaam (10.7Km)
- Crețești (11.1Km)
- Valea Dragului (11.5Km)
- Copăceni Sfîntu Ion (11.7Km)
- Ciurari (11.8Km)
- Sbârcea (12Km)
- Brăniștari (12.1Km)
- Copăceni-Mînăstirea (12.8Km)
- Copăcenii de Jos (12.8Km)
- Izvoarele (13.2Km)
- Mihai Bravu (13.5Km)
- Prundu (14.1Km)
- Adunații-Copăceni (14.5Km)
- Sintești (14.8Km)
- Berceni (15Km)
- Zboiu (15.1Km)